# Нова деґенерація

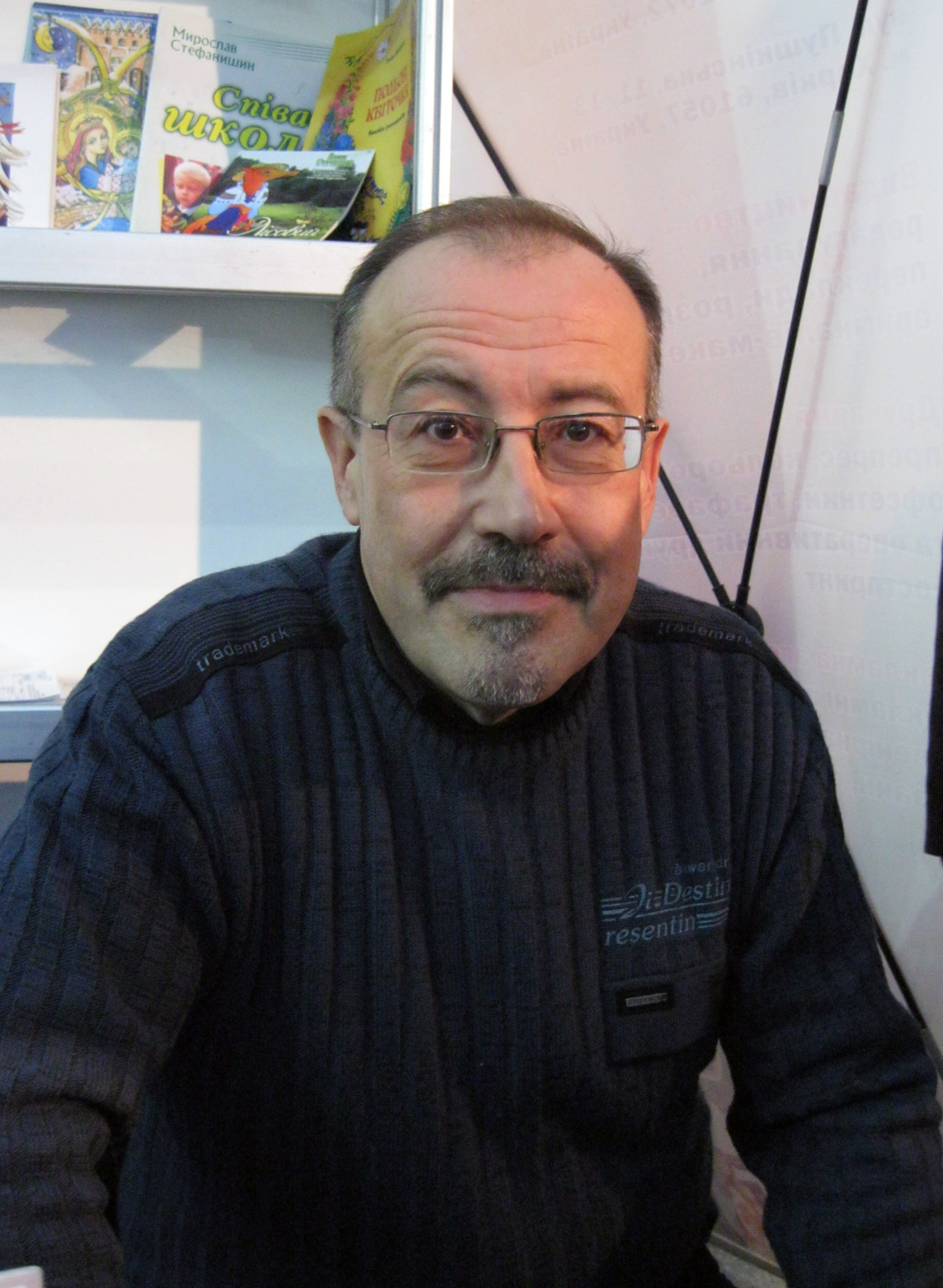
Степан Процюк

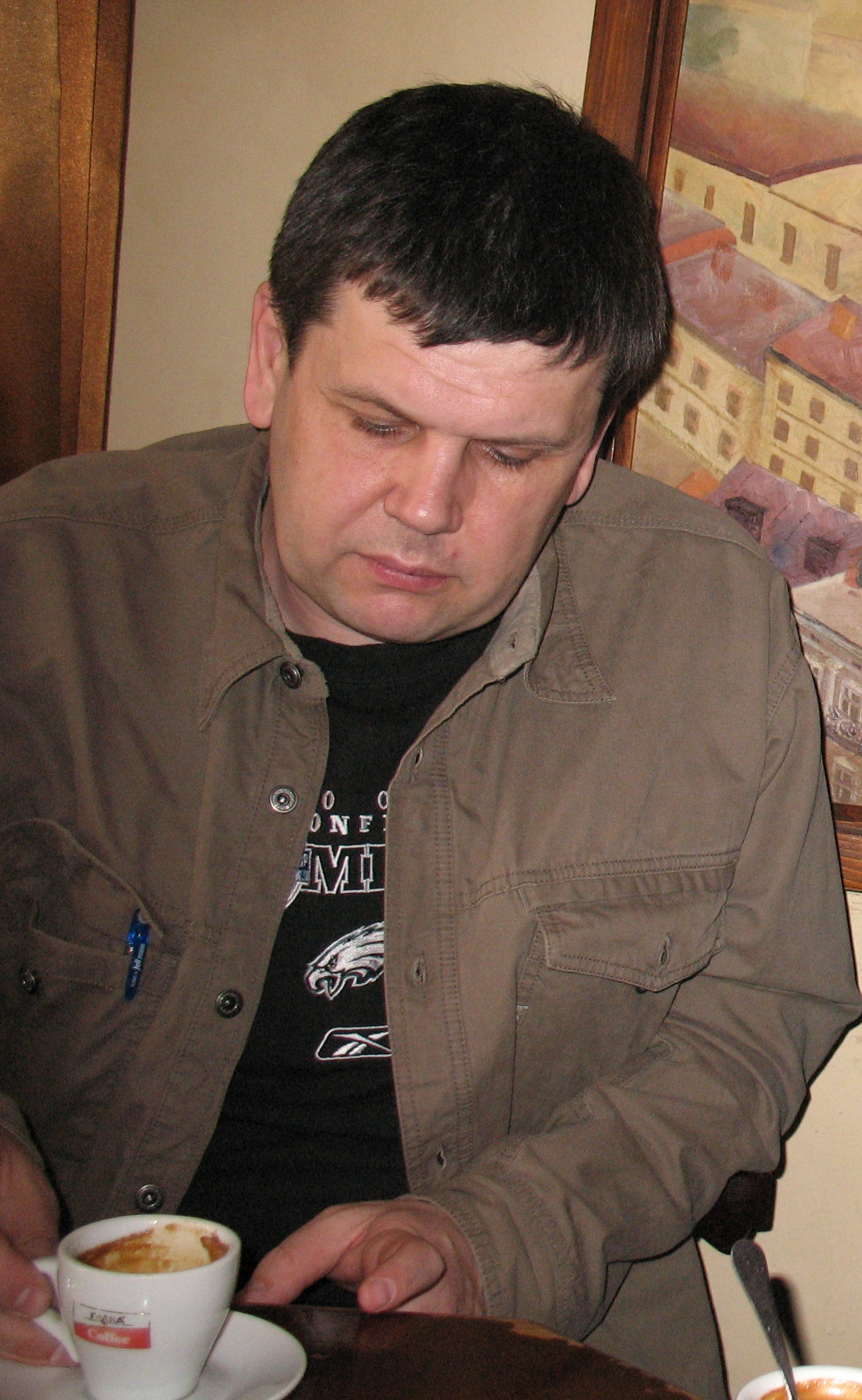
Іван Ципердюк

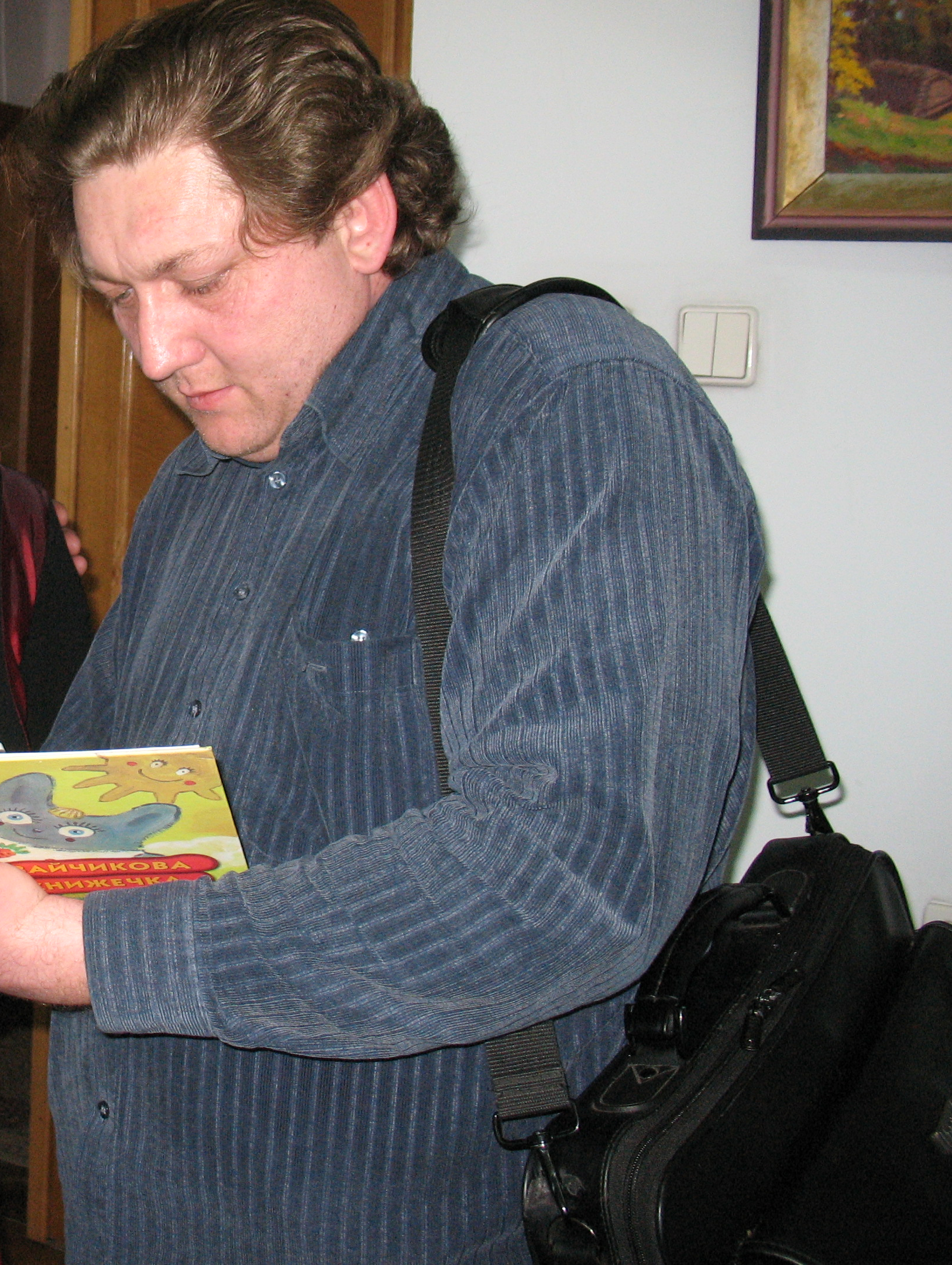
Іван Андрусяк

Нова дегенерація — літературне угруповання за участю Івана Андрусяка, Степана Процюка та Івана Ципердюка.

## Історія
Утворене 1991 року в Івано-Франківську, де І. Андрусяк та І. Ципердюк під ту пору були студентами, а С. Процюк — викладачем Педагогічного інституту ім. В. Стефаника (нині — Прикарпатський університет).
Перші публікації гурту — 1991–1992 року в місцевому тижневику «Західний кур'єр», додатком до якого вийшло 3 альманахи, які так само звалися «Новою деґенерацією».
Наприкінці 1992 року у видавництві «Перевал» вийшла поетична збірка літугруповання, яка теж звалася «Нова деґенерація». Передмову до неї написав Юрій Андрухович.
Навесні 1993 відбувся вечір літгурту в Києві в Спілці письменників, який спричинив чималий резонанс у періодиці й роздратований, відверто лайливий відгук Олеся Гончара. Книжка ж «Нова деґенерація» була визнана найкращою книжкою 2003 року за опитуванням критиків часописом «Слово і час».
Протягом 1993–1995 років гурт провів низку вечорів у різних містах України, брав участь у поетичних фестивалях, опублікував добірки в низці часописів. Відтак же органічно перестав існувати як такий, що, за висловлюваннями його учасників, віджив себе. «У літературу добре буває входити гуртом, але працювати в ній кожен мусить сам», — кажуть екс-«деґенерати».
І. Андрусяк із 1993 року жив у с. Вербовець Косівського району Івано-Франківської області, а з 1995 року мешкає в Києві; видав низку поетичних збірок і книгу прози, активно виступає в періодиці як критик і перекладач.
С. Процюк мешкає в Івано-Франківську; видав дві поетичних збірки, а з 2000 року перейшов на прозу; він автор трьох романів і двох книг повістей; активно виступає в періодиці як есеїст; роман «Інфекція» номінувався на Шевченківську премію. І. Ципердюк мешкає в Івано-Франківську; видав збірку поезій у прозі, а відтак зайнявся журналістикою.